# 方秦汉
方秦汉（1925年4月20日—2014年10月14日），浙江台州黄岩区人，中国桥梁工程专家。1950年毕业于清华大学土木工程系。1997年当选为中国工程院院士。